# 未唯mie
未唯mie （1958年3月9日—），原名根本美鶴代（日语：／ Nemoto Mitsuyo），是日本女演員，出生於靜岡縣，前粉紅淑女组合成员。

## 演出作品

### 電視劇
- 燃烧吧!! 小露宝 （1999年） - 栗原光子